# João Félix
João Félix Sequeira (* 10. listopad 1999 Viseu) je portugalský fotbalový útočník, od roku 2025 hráč saúdskoarabského klubu Al-Nassr FC. Hraje také za portugalský národní tým.

## Přestupy
- z Benfica do Atlético za 127 200 000 eur
- z Atlético do Chelsea za 11 000 000 eur (hostování)
- z Atlético do Barcelona zadarmo (hostování)
- z Atlético do Chelsea za 52 000 000 eur
- z Chelsea do Milán za 5 500 000 eur (hostování)
- z Chelsea do Al-Nassr FC za 30 000 000 eur

## Klubová kariéra
Narozen ve Viseu, Félix začal svoji mládežnickou kariéru v týmu Os Pestinhas, později se přesunul do akademie Porta, kde strávil sedm let. Později byl z Porta vyhozen a přestoupil k rivalům do Benficy.

### Benfica
Za muže Félix debutoval v B-týmu Benficy v pouhých 16 letech 17. září 2016, když střídal v 81. minutě Aurélia Butu při bezbrankové remíze proti Freamunde. Stal se díky tomu nejmladším hráčem B-týmu Benficy. Odehrál 13 zápasů, ve kterých třikrát skóroval, první vsítil 15. února 2017 při prohře 1-2 proti svému odchovaneckému týmu Académico de Viseu. 30. ledna vsítil hattrick při domácí výhře 5-0 proti Famalicão.
Félix byl díky hatricku povolán do A-týmu pro sezonu 2018-19. Debut v Primeira Lize zaznamenal 18. srpna při výhře 2-0 na hřišti Boavisty. O týden později vstřelil svůj první gól v nejvyšší portugalské soutěži při remíze 1-1 se Sportingem. Navíc se stal nejmladším hráčem, který skóroval v Lisabonském derby. 16. ledna 2019 vstřelil rozhodující gól ve čtvrtfinálovém utkání portugalského poháru proti Vitórii. Později byl vyzdvihován Félixův výkon při venkovní ligové výhře 4-2 proti Sportingu. Následně začal být spojován s několika evropskými kluby. O měsíc později vstřelil rozhodující gól na hřišti Porta při výhře 2-1.
11. dubna 2019 vstřelil Félix hattrick v Evropské lize při výhře 4-2 proti Eintrachtu Frankfurt. Díky tomuto se stal ve věku 19 let a 152 dní nejmladším střelcem hattricku soutěže. O 64 dní překonal rekord Marka Pjaci z roku 2014. Félix dokončil sezonu s 20 brankami, jednu z nich vsítil v posledním ligovém zápase při výhře 4-1 proti Santa Clare, po které získal s Benficou titul. Jeho 15 ligových gólů stačilo na 4. místo v tabulce střelců. Napříč evropskými nejlepšími ligami byl Félix druhý v počtu gólů a asistencí. Umístil se za Kai Havertzem respektive Jadonem Sanchem.

### Atlético Madrid
3. července 2019 podepsal Félix kontrakt na sedm let se španělským Atléticem. Cena přestupu vyšplhala na 126 milionů €. Félix se tak stal 5. nejdražším hráčem historie (největším přestupem Benficy). Atlético se domluvilo s Benficou tak, že teď za Félixe zaplatí 30 miliónů eur a posléze doplatí zbylých 96 miliónů.

#### Hostování do Chelsea
11. ledna 2023 se Félix připojil ke klubu z Premier League, Chelsea na hostování do konce sezóny 2022/23. Před přesunem do anglického klubu prodloužil smlouvu s Atléticem do roku 2027. Následující den debutoval při porážce 2:1 s Fulhamem, kdy byl v 58. minutě vyloučen za zákrok na Kennyho Teteho a později dostal třízápasový trest. Po návratu po suspendaci, 11. února, vstřelil Félix svůj první gól za klub při ligové remíze 1:1 na hřišti West Hamu United. Poté, co vstřelil čtyři góly ve 20 zápasech, prezident Atlética Enrique Cerezo potvrdil, že nový trenér Chelsea Mauricio Pochettino nechce, aby klub po vypršení jeho zapůjčení podepsal s Félixem trvalou smlouvu. To vedlo k tomu, že se Félix vrátil do Atlética.

## Reprezentační kariéra
Trenér Fernando Santos povolal Félixe do reprezentace pro závěr Ligy národů, které se odehrálo v Portugalsku. Svůj debut zapsal 5. června v semifinále proti Švýcarsku, vystřídán byl v 71. minutě. Zápas skončil výhrou 3-1.

## Statistika

### Klubová
| Sezóna             | Klub               | Liga               | Liga   | Liga | Domácí poháry | Domácí poháry | Domácí poháry | Kontinentální poháry | Kontinentální poháry | Kontinentální poháry | Celkem | Celkem |
| Sezóna             | Klub               | Soutěž             | Zápasy | Góly | Soutěž        | Zápasy        | Góly          | Soutěž               | Zápasy               | Góly                 | Zápasy | Góly   |
| ------------------ | ------------------ | ------------------ | ------ | ---- | ------------- | ------------- | ------------- | -------------------- | -------------------- | -------------------- | ------ | ------ |
| 2018/19            | Benfica            | Primeira Liga      | 26     | 15   | PP+PLP        | 6+2           | 1+1           | LM+EL                | 3+6                  | 0+3                  | 43     | 20     |
| 2019/20            | Atlético           | Primera División   | 27     | 6    | ŠP+ŠS         | 1+2           | 0             | LM                   | 6                    | 3                    | 36     | 9      |
| 2020/21            | Atlético           | Primera División   | 31     | 7    | ŠP            | 1             | 0             | LM                   | 8                    | 3                    | 40     | 10     |
| 2021/22            | Atlético           | Primera División   | 24     | 8    | ŠP+ŠS         | 2+1           | 1+0           | LM                   | 8                    | 1                    | 35     | 10     |
| 2022/23            | Atlético           | Primera División   | 14     | 4    | ŠP            | 1             | 1             | LM                   | 5                    | 0                    | 20     | 5      |
| Celkem za Atlético | Celkem za Atlético | Celkem za Atlético | 96     | 25   | -             | 8             | 2             | -                    | 27                   | 7                    | 131    | 34     |
| 2023               | Chelsea            | Premier League     | 16     | 4    | AP+ALP        | 0+0           | 0             | LM                   | 4                    | 0                    | 20     | 4      |
| 2023/24            | Barcelona          | Primera División   | 30     | 7    | ŠP+ŠS         | 3+2           | 0             | LM                   | 9                    | 3                    | 44     | 10     |
| 2024/25            | Chelsea            | Premier League     | 12     | 1    | AP+ALP        | 1+2           | 2+0           | EKL                  | 5                    | 4                    | 20     | 7      |
| Celkem za Chelsea  | Celkem za Chelsea  | Celkem za Chelsea  | 28     | 5    | -             | 3             | 2             | -                    | 9                    | 4                    | 40     | 11     |
| 2025               | Milán              | Serie A            | 15     | 2    | IP            | 4             | 1             | LM                   | 2                    | 0                    | 21     | 3      |
| Celkově            | Celkově            | Celkově            | 195    | 54   | -             | 28            | 7             | -                    | 56                   | 17                   | 279    | 78     |

### Reprezentační

#### Statistika na velkých turnajích
| Reprezentace | Rok     | Zápasy                | Zápasy  | Zápasy    | Zápasy           | Zápasy           | Zápasy            |
| Reprezentace | Rok     | Fáze turnaje          | Datum   | Soupeř    | Odehraných minut | Vstřelené branky | Výsledek          |
| ------------ | ------- | --------------------- | ------- | --------- | ---------------- | ---------------- | ----------------- |
| Portugalsko  | ME 2020 | Osmifinále            | 27. 6.  | Belgie    | 34               | 0                | 0:1               |
| Portugalsko  | MS 2022 | 1. zápas ve skupině H | 24. 11. | Ghana     | 88               | 1                | 3:2               |
| Portugalsko  | MS 2022 | 2. zápas ve skupině H | 28. 11. | Uruguay   | 82               | 0                | 2:0               |
| Portugalsko  | MS 2022 | Osmifinále            | 6. 12.  | Švýcarsko | 74               | 0                | 6:1               |
| Portugalsko  | MS 2022 | Čtvrtfinále           | 10. 12. | Maroko    | 90               | 0                | 0:1               |
| Portugalsko  | ME 2024 | 3. zápas ve skupině F | 26. 6.  | Gruzie    | 90               | 0                | 0:2               |
| Portugalsko  | ME 2024 | Čtvrtfinále           | 5. 7.   | Francie   | 15               | 0                | 0:0 (3:0 na pen.) |

## Úspěchy

### Klubové
- vítěz portugalské ligy (1x)

Benfica: 2018/19
- vítěz španělské ligy (1x)

Atlético: 2020/21

### Reprezentační
- 1x na MS (2022)
- 2x na ME (2020, 2024)
- 2x na LN (2018/19 – zlato, 2024/25 – zlato)

### Individuální
- Golden Boy (2019)